# افغانستان‌گرایی

افغانستان که نسبت به آمریکا در سوی دیگر جهان قرار دارد

افغانستان‌گرایی اصطلاحی است که برای بار اول در ایالات متحده به‌کار برده شد، این اصطلاح به معنی تمرکز بر مشکلات در گوشه گوشه‌های دنیا و نادیده انگاشتن مسائل بحث‌برانگیز محلی است. در سایر زمینه‌ها، این اصطلاح به معانی ذیل اشاره دارد، «دانش غیر مرتبط و به‌طور ناامیدکننده سری»، «شیفتگی به سرزمین‌های بیگانه و دور»
یا «توبیخ‌کردن یا مشت زدن به یک دشمن نادیده شده که حتی از وجود شما و کم‌تر از آن از خشم شما، بی‌خبر است».

## منشأ
فرهنگ انگلیسی آکسفورد، واژه افغانستان‌گرایی را در فهرست واژه‌های عامیانه ایالات متحده قرار داده‌است؛ نخستین مرجع تحریری که این اصطلاح در آن به‌کار برده شده‌است به ۱۹۴۸ میلادی بر می‌گردد: جی. لوید جونز در ژورنالیزم تحقیقی ۷۳ (گردهمایی انجمن ویراستاران روزنامه آمریکا) گفت، «در حالی‌که زباله جمع‌نشده محلی در زیر پنجره ویراستار بوی تعفن می‌دهد، من دوست ندارم به این موضوع افغانستان‌گرایی، این مسئله اتخاذ موضع مستقیم در مورد انتخابات در کاستاریکا حمله کنم».
رابرت اچ. استافر و جیمز اس. جکسون در مقاله آوریل ۱۹۴۸ خود به‌نام «در عقب سرصفحه» گفتند، این «اصطلاح جدید» توسط جنکن لوید جونز اهل اکلاهاما که در روزنامه تُلسا تریبیون کار می‌کرد در همین گردهمایی در واشینگتن دی سی به‌کار رفت. آن‌ها از جونز این‌گونه نقل قول کردند:
این یک واقعیت تراژدی است که بیشتر سرمقاله نویسان نمی‌توانند یک هدف با برد-کوتاه را بزنند. اما اهداف دور را خوب می‌زنند. آن‌ها می‌توانند با مصونیت کامل در مورد اوضاع افغانستان با فضل‌فروشی حرف بزنند. برملا ساختن کثافت کاری‌های کلانتر، جرات بیشتری نیاز دارد.
اما ستون‌نویس جو کلین در مجله تایم در ۲۰۱۰ نوشت که کاربرد این اصطلاح در قرن نزدهم میلادی، زمانی که «رسانه‌های انگلیسی افغانستان‌گرایی را به مفهوم وسواس داشتن با جنگ‌های خارجی به قیمت اولویت‌های داخلی تعریف کرد» رایج شد، او همچنین افزود که «افغانستان‌گرایی به نظر می‌رسد که در آینده نه چندان دور [در ایالات متحده] به یک گفتمان ملی مبدل می‌شود» «آیا ساختن جاده‌ها و پاسگاه‌های پلیس در افغانستان مهم‌تر از ساختن آن‌ها در میهن است؟»

## کاربردها
این اصطلاح در اوایل چندین کاربرد داشت. از یک سو، افغانستان‌گرایی در روزنامه‌نگاری آمریکایی شمالی به مقاله‌های گفته می‌شد که در مورد مکان‌های دوردست بودند و هیچ ارتباطی به خوانندگان محلی نداشتند. هرچند از سوی دیگر، برخی نویسندگان می‌گفتند که افغانستان‌گرایی عبارت از میل برخی ویراستارها برای خودداری از اخبار سخت داخلی، با بیان کردن نظریه‌های خود در مورد روی‌دادهای است که در سرزمین‌های دور اتفاق می‌افتد. آن‌گونه که نویسنده نیویورک تایمز، جیمز ریستون در مورد خبرنگاران می‌گوید، «هم‌مانند مقامات در واشینگتن، ما نیز دچار افغانستان‌گرایی هستیم. اگر گزارش از یک سرزمین دور دست باشد، خبر است، اما اگر از مسائل داخلی باشد، جامعه‌شناسی است».
چندی قبل، استاد رابرت ام. هاتچیزین این اصطلاح را در سخنرانی خود در مؤسسه فناوری کالیفرنیا در ۱۹۹۵ میلادی به‌کار برد:
آن‌گونه که می‌دانید، افغانستان‌گرایی به مفهوم هم‌واره اشاره کردن به یک کشور، مکان، شخص یا مشکل دوردست است، در حالی‌که چیزهای در درون کشور وجود دارد که بسیار حاد بوده و باید به آن‌ها رسیدگی صورت گیرد. بنابرین، وقتی شما به استادی در مؤسسه فن‌آوری کالیفرنیا می‌گویید، «در مورد هوای آلوده به دود و غبار چه فکر می‌کنید؟ او پاسخ می‌دهد، «آیا در مورد بحران افغانستان شنیدی؟»
در ۱۹۷۳ میلادی، این مفهوم وارد گزارش‌دهی پیرامون دفاع از محیط زیست شد، آن‌گونه که خبرنگاران پژوهشی استیون ئی. هانگفرد و جیمز بی. لیمیرت می‌گوید، این اصطلاح به مفهوم پرداختن به مسائل محیط زیستی جوامع دوردست به‌جای مسائل محیط زیستی داخلی است. این کاربرد بار دیگر در ۲۰۰۴ توسط بی.ای. تالیب انعکاس داده شد، کسی که آن را «توجه بی‌جا به مشکلات و مسائل [محیط زیستی] در جاهای دیگر و نادیده گرفتن آن‌ها در کشور یا محیط خود فرد» عنوان کرد.

## ظهور مجدد
پس از حملات ۱۱ سپتامبر ۲۰۰۱ به مرکز تجارت جهانی در شهر نیویورک، این مفهوم دوباره رایج شده و برخی نویسندگان استدلال نمودند که این مفهوم دیگر در روی‌دادهای عصری کاربرد ندارد. به عنوان مثال، ستوارت اچ. لوری، رئیس مطالعات آزاد در مدرسه روزنامه‌نگاری دانشگاه میزوری، در ۱ دسامبر ۲۰۰۱ نوشت:
یکی از ماموریت‌های اصلی کار خبررسانی این است تا به عنوان یک علامت هشدار پیش‌گیرانه و اولیه از مشکلات قریب-الوقع برای مردم عامه و آن‌های که می‌توانند به این مشکلات رسیدگی نمایند، عمل کنند. این علامت‌دهی باید به‌طور قانع‌کننده باشد و این یعنی سازمان‌های خبری باید خبرنگاران خود را در مورد کار آگاهانه در بخش‌های گوناگون دنیا، آموزش و تعلیم دهند. آن‌ها نمی‌توانند تصویری که حالا مشهور شده‌است را نشر کنند – تصاویری از چتربازها که جهت رسیدگی عاجل به فاجعه‌ی، به یک منطقه پرش می‌کنند. این چنین تصاویر به «افغانستان‌گرایی» تداوم می‌بخشد، مفهومی که از سال‌ها کاربرد خود را از دست داده‌است، حتی اگر چنین مفهومی اصلاً وجود می‌داشت.